# Verbandsgemeinde Neumagen-Dhron
Die Verbandsgemeinde Neumagen-Dhron war eine Gebietskörperschaft im Landkreis Bernkastel-Wittlich in Rheinland-Pfalz. Der Verbandsgemeinde gehörten vier eigenständige Ortsgemeinden an, der Verwaltungssitz war in der namensgebenden Gemeinde Neumagen-Dhron. Sie war nach der Bevölkerung mit knapp 5600 Einwohnern die kleinste Verbandsgemeinde in Rheinland-Pfalz und wurde zum 1. Januar 2012 aufgelöst.

## Verbandsangehörige Gemeinden
| Ortsgemeinde                    | Fläche (km²) | Einwohner |
| ------------------------------- | ------------ | --------- |
| Minheim                         | 5,39         | 481       |
| Neumagen-Dhron                  | 16,28        | 2.172     |
| Piesport                        | 19,60        | 1.898     |
| Trittenheim                     | 10,10        | 1.037     |
| Verbandsgemeinde Neumagen-Dhron | 51,37        | 5.588     |

(Einwohner am 31. Dezember 2011)

## Geschichte
Die Verbandsgemeinde Neumagen-Dhron war im Rahmen einer Funktional- und Gebietsreform durch das „Achte Landesgesetz über die Verwaltungsvereinfachung im Lande Rheinland-Pfalz“ vom 28. Juli 1970 mit Wirkung zum 7. November 1970 neu gebildet worden (im 19. und 20. Jh.: Bürgermeisterei Neumagen, von 1928 bis 1968: Amt Neumagen, ab 1968: Verbandsgemeinde Neumagen, ab 1969: Verbandsgemeinde Neumagen-Dhron).
Zum Amt Neumagen gehörten 1931 die Orte
1. Gemeinde Dhron
2. Gemeinde Gräfendhron
3. Gemeinde Horath
4. Gemeinde Neumagen
5. Gemeinde Niederemmel

Die Gemeinde Neumagen-Dhron wurde am 7. Juni 1969 aus den Gemeinden Neumagen und Dhron neu gebildet.
Am 28. September 2010 wurde das „Erste Gesetz zur Kommunal- und Verwaltungsreform“ erlassen mit dem Ziel, Leistungsfähigkeit, Wettbewerbsfähigkeit und Verwaltungskraft der kommunalen Strukturen zu verbessern. Für Verbandsgemeinden wurde festgelegt, dass diese mindestens 12.000 Einwohner (Hauptwohnung am 30. Juni 2009) umfassen sollten. Die sogenannte „Freiwilligkeitsphase“ endete am 30. Juni 2012.
Am 10. Februar 2011 beschloss der Verbandsgemeinderat die Auflösung der Verbandsgemeinde Neumagen-Dhron zum 1. Januar 2012. Die Auflösung der Verbandsgemeinde und die Eingliederung der zugehörenden Ortsgemeinden in die benachbarten Verbandsgemeinden wurde von den Gemeinde- und Verbandsgemeinderäten befürwortet. Am 22. März 2011 wurde der Fusionsvertrag unterzeichnet.
Das entsprechende „Landesgesetz über freiwillige Gebietsänderungen der Verbandsgemeinden Neumagen-Dhron, Bernkastel-Kues und Schweich an der Römischen Weinstraße im Rahmen der Kommunal- und Verwaltungsreform“ wurde am  26. September 2011 erlassen. Dementsprechend wurden die Gemeinden Minheim, Neumagen-Dhron und Piesport zum 1. Januar 2012 in die Verbandsgemeinde Bernkastel-Kues eingegliedert, die Gemeinde Trittenheim wechselte dagegen in die Verbandsgemeinde Schweich an der Römischen Weinstraße und somit in den Landkreis Trier-Saarburg. Die Gemeinde Neumagen-Dhron behielt den Status Grundzentrum. Das Land gewährte aus Anlass der freiwilligen Neugliederung eine einmalige einwohnerbezogene Zuweisung in Höhe von 565.280 Euro.

## Verbandsgemeinderat
Der Verbandsgemeinderat Neumagen-Dhron bestand zuletzt aus 22 ehrenamtlichen Ratsmitgliedern, die bei der Kommunalwahl am 7. Juni 2009 in einer personalisierten Verhältniswahl gewählt wurden, und der hauptamtlichen Bürgermeisterin als Vorsitzender.
Die Sitzverteilung im Verbandsgemeinderat:
| Wahl | SPD | CDU | FDP | WGR | Gesamt   |
| ---- | --- | --- | --- | --- | -------- |
| 2009 | 3   | 9   | 3   | 7   | 22 Sitze |
| 2004 | 4   | 8   | 2   | 8   | 22 Sitze |

## Bürgermeister
- 1956–1981 Johannes Everz
- 1981–2001 Ferdinand Zenzen
- 2001–2006 Hans-Werner Schmitt (parteilos)
- 2007–2011 Christiane Horsch (CDU)